# Ледовый спортивный комплекс ЦСКА имени В. М. Боброва
Ледовый дворец спорта ЦСКА имени Всеволода Михайловича Боброва (сокращённо ЛДС ЦСКА) — ныне снесенное спортивное сооружение в городе Москве, Россия. Вмещала 5500 зрителей. Являлся домашней ареной хоккейного клуба ЦСКА. Арена была открыта 21 сентября 1991 года, снесена в 21 сентября 2021 года. Автор проекта — архитектор Юрий Регентов.
Сооружение предназначено для проведения хоккейных матчей на высшем уровне, на арене можно проводить международные соревнования по хоккею и фигурному катанию. Арена использовалась командой ЦСКА для учебно-тренировочного процесса и домашних игр в чемпионате КХЛ. Также арену использовали спортивные детско-юношеские школы олимпийского резерва (СДЮШОР) ЦСКА по хоккею и фигурному катанию.
Летом 2014 года в ЛДС ЦСКА проводились работы по замене плиты и трубопровода системы жидкостного охлаждения основного ледового поля.
10 декабря 2018 года, в честь 100-летия со дня рождения Анатолия Тарасова, около спортивного комплекса был открыт памятник тренеру.
В декабре 2020 года стало известно о планах строительства нового спортивного комплекса ЦСКА на Ленинградском проспекте при поддержке «Роснефти».
26 марта 2021 года в ЛДС ЦСКА состоялся последний профессиональный официальный матч. В рамках 1/4 финала плей-офф Молодёжной хоккейной лиги «Красная Армия» уступила МХК «Динамо-Москва» (1:3) и покинула розыгрыш Кубка Харламова. После финальной сирены диктор объявил, что игра стала последней официальной игрой профессиональных команд в истории спорткомплекса.
Арена снесена в сентябре 2021 года.

## Галерея

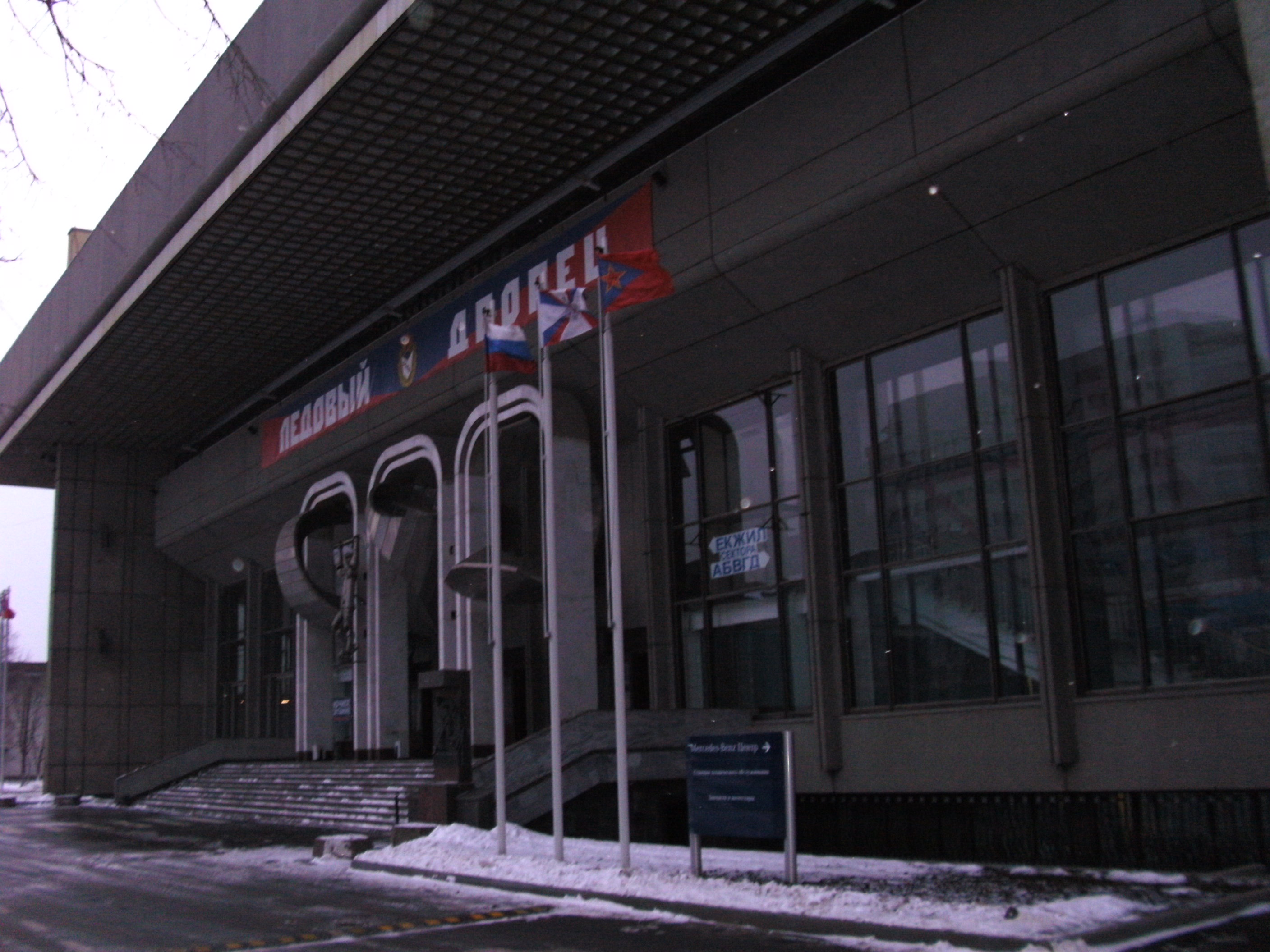
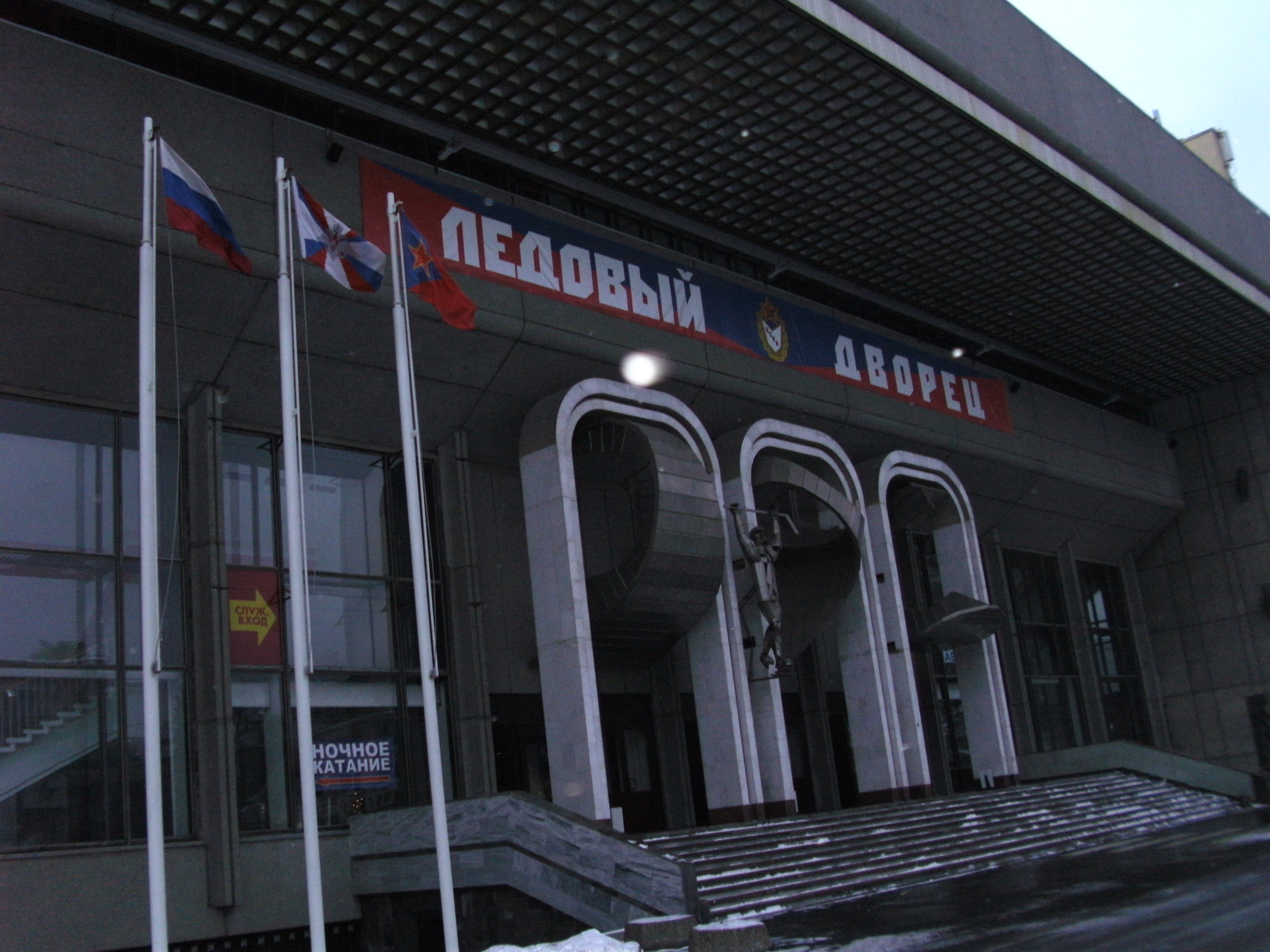
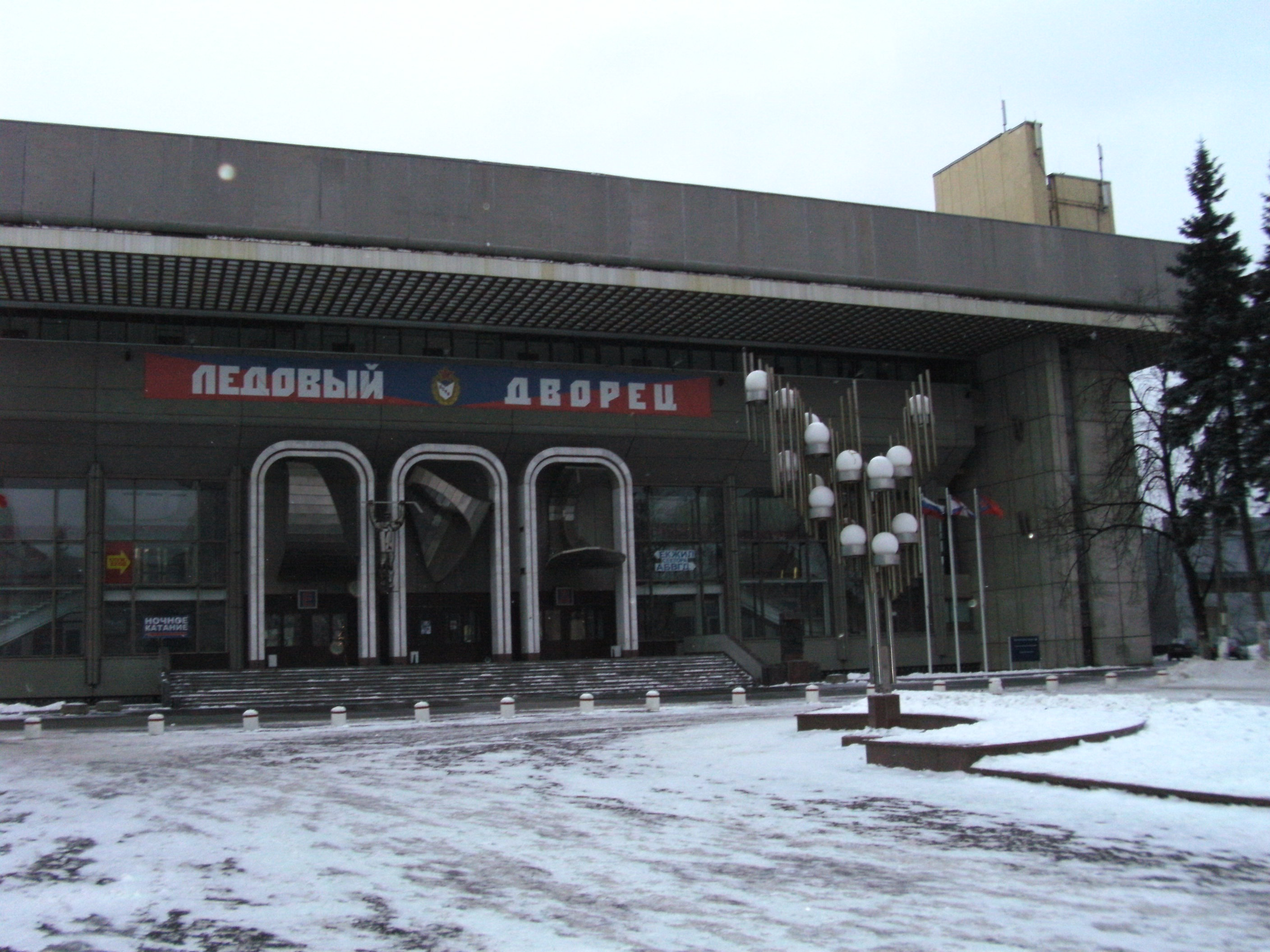